# Загаювек
Загаювек (пол. Zagajówek) — село в Польщі, у гміні Міхалув Піньчовського повіту Свентокшиського воєводства.
Населення — 183 особи (2011).
У 1975-1998 роках село належало до Келецького воєводства.

## Демографія
Демографічна структура на день 31 березня 2011 року:
|          | Загалом | Допрацездатний вік | Працездатний вік | Постпрацездатний вік |
| -------- | ------- | ------------------ | ---------------- | -------------------- |
| Чоловіки | 98      | 23                 | 63               | 12                   |
| Жінки    | 85      | 16                 | 47               | 22                   |
| Разом    | 183     | 39                 | 110              | 34                   |